# Homokmégy
Homokmégy este un sat în districtul Kalocsa, județul Bács-Kiskun, Ungaria, având o populație de 1.438 de locuitori (2011). 

## Demografie
Componența etnică a satului Homokmégy
     Maghiari (97,99%)
     Romi (1,05%)
     Necunoscut (0,29%)
     Germani (0,67%)
     Alții (0,29%)
Componența confesională a satului Homokmégy
     Romano-catolici (56,33%)
     Fără religie (4,45%)
     Reformați (4,17%)
     Necunoscută (34,01%)
     Alte religii (1,74%)
Conform recensământului din 2011, satul Homokmégy avea 1.438 de locuitori. Din punct de vedere etnic, majoritatea locuitorilor (97,99%) erau maghiari. Apartenența etnică nu este cunoscută în cazul a 0,29% din locuitori.  Din punct de vedere confesional, majoritatea locuitorilor (56,33%) erau romano-catolici, existând și minorități de persoane fără religie (4,45%) și reformați (4,17%). Pentru 34,01% din locuitori nu este cunoscută apartenența confesională.